# یواس‌اس وریتاس (ای‌کی‌ای-۵۰)

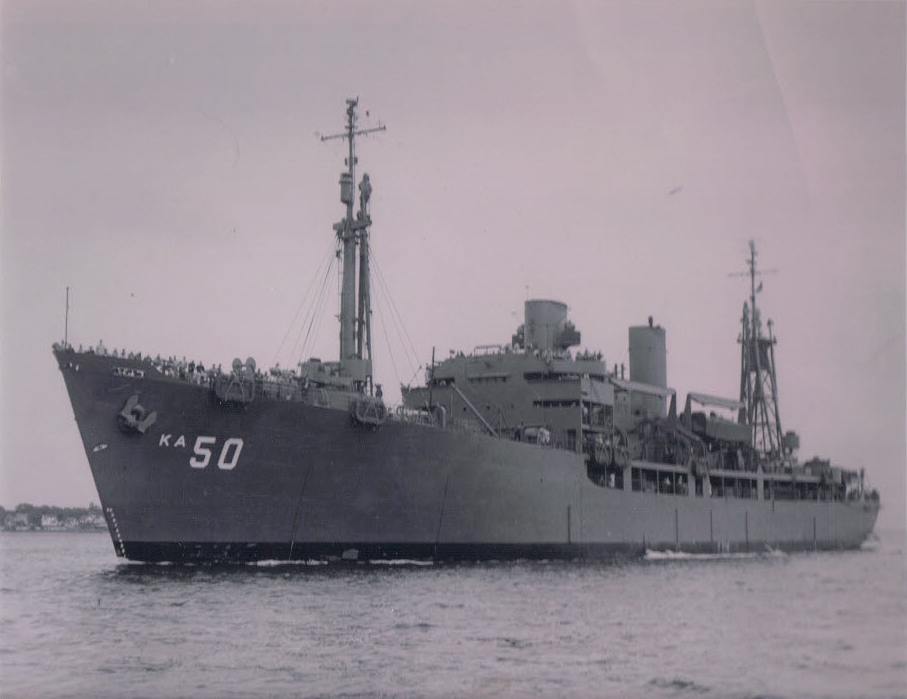
یو اس اس وریتاس

یواس‌اس وریتاس (ای‌کی‌ای-۵۰) (به انگلیسی: USS Veritas (AKA-50)) یک کشتی بود که طول آن ۴۲۶ فوت (۱۳۰ متر) بود. این کشتی در سال ۱۹۴۵ ساخته شد.